# Laminacauda gigas
Laminacauda gigas é uma espécie de aranhas araneomorfas da família Linyphiidae encontrada no Chile.  Esta espécie foi descrita pela primeira vez em 1991, pelo biólogo Millidge.